# Richard Tarlton

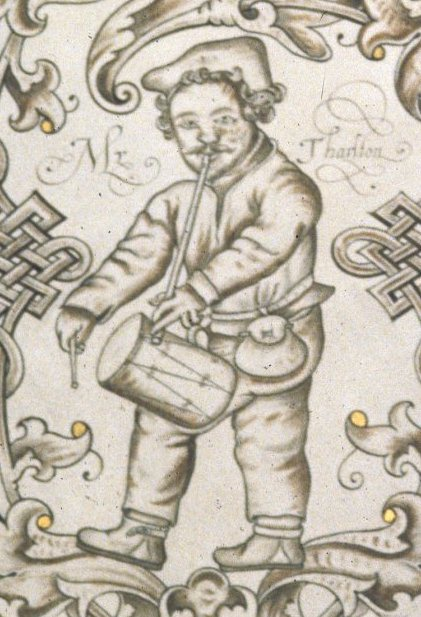
Richard Tarlton mit Pfeife und Tabor. Alle Bilder von Tarleton stammen von dieser Illustration, die ihn im Manuskript Harley 3885, einer Schulfibel mit englischen oder lateinischen Ausdrücken, zeigt. Das Original enthält den Vers: „The picture here set down, / Within this letter T, / Aright doth shew the form and shape / Of Tharlton unto thee“

Richard Tarlton oder Tarleton († September 1588) war ein englischer Schauspieler des Elisabethanischen Zeitalters. Er war der bekannteste Clown dieser Zeit, bekannt für seine aus dem Stegreif deklamierten Knittelverse, welche auch als „Tarltons“ bekannt waren. Er verhalf dem Elisabethanischen Theater zu einer Unterhaltung für breite Teile der Bevölkerung und bereitete so den Weg für die Shakespearebühne. Nach seinem Tod wurden viele Bonmots und Witzeleien stets ihm zugeschrieben und als Tarlton’s Jests veröffentlicht.
Tarlton war ein versierter Tänzer, Musiker und Fechter. Auch war er Autor einer Reihe von Jigs, etwas, was wir heute als Farce oder Sketch bezeichnen würden. Auch Pamphlete und mindestens ein vollständiges Theaterstück stammen aus seiner Feder.

## Familie
Information über Tarltons familiären Hintergrund sind spärlich. Der Vorname seines Vaters ist unbekannt; der seiner Mutter lautet auf Katherine, jedoch fehlt hier der Mädchenname. Ein späteres Gerichtsverfahren bezeugt eine Schwester namens Helen. Der Geburtsort des Komikers ist unbekannt. Ein Jahrhundert nach Tarltons Tod schreibt Thomas Fuller, dass Tarlton in Condover (Shropshire) geboren wurde, wo sein Vater Schweine hielt. Seine Familie soll später nach Ilford in Essex gezogen sein.

## Karriere
Überlieferungen zufolge soll Tarlton seine Karriere in London entweder als Lehrling, Schweinehirt in Ealing oder Wasserträger begonnen haben. Jedoch erscheint es unwahrscheinlich, dass er alles drei tat. 1583, als er als einer der ursprünglichen Mitglieder der Queen Elizabeth’s Men erwähnt wurde, war er bereits ein erfahrener Schauspieler.
Er hatte einen frühen außergewöhnlichen Einfluss auf elisabethanische Clowns. Seine Grabinschrift lautet: „he of clowns to learn still sought/ But now they learn of him they taught“ („Er suchte stets von Clowns zu lernen / Aber jetzt lernen sie von ihm, was sie ihn lehrten“). Tarlton war der  erste Komödiant, der sich die Eigenarten von einfachen, zurückgebliebenen Menschen („natural fools“, was möglicherweise auch geistig Behinderte einschloss) genau anschaute und diese Beobachtungen seinen Darstellungen zufügte. Seine Art der Leistung verband die Stile des mittelalterlichen Vice („böser“ Gegenspieler), des professionellen Ménestrels und des Lord of Misrule (ausgeloster „Vorsitzender“ der englischen Weihnachtsfeierlichkeiten, vergleichbar dem deutschen Karnevalsprinzen). Während der Aufführung bürstete er, falls notwendig, Zwischenrufer mit scharfen Reimen ab. Wie überhaupt er oftmals aus der Rolle des jeweiligen Stücks ausstieg und zwischendrin zu auf Zuruf vorgeschlagenen Themen („Theams“) Gesangs- und Tanzstückchen darbot. Nach der Aufführung verbrachte er dann noch einige Zeit mit dem Publikum und man warf sich einander Scherze und Witzeleien zu.
Zu Beginn seiner Karriere arbeitete er 1583 mit den Queen Elizabeth’s Men am Curtain Theatre.
In der 1600 erschienenen Publikation Tarlton’s Jests wird beschrieben, wie der im Ruhestand weilende Tarlton den Shakespeare-Schauspieler Robert Armin als seinen Nachfolger empfahl.
Er war der von Königin Elizabeth I. meistgeschätzte Clown. Er hatte das Talent, jederzeit auf Zuruf Knittelverse  aus dem Ärmel zu schütteln; tatsächlich wurden improvisierte Knittelverse zu jener Zeit auch „Tarltons“ genannt.
Um von seiner Popularität zu profitieren, wurden ihm eine große Anzahl von Liedern und Witzen zugeschrieben, und nach seinem Tod umfasste die Schriftreihe „Tarlton’s Jests“ (etwa „Tarltons Narreteien“) mehrere Bände. Sie enthielt auch viele Witze, die vor seiner Zeit entstanden waren. Da Tarlton stets in der dritten Person auftaucht, ist hier auch eine Ähnlichkeit mit anderen humoristischen Figuren erkennbar, auch neuzeitlichen sowie fiktiven. Etwa Till Eulenspiegel, Graf Bobby, Tünnes und Schäl usw.
Beispiel aus „Tarlton’s Jests, and News out of purgatory“ von 1844:

„How Tarlton saved his head from cutting off 
Tarlton upon a time being in the country, and lodging in an 
homely inne, during which time there was a gentleman dwelling 
in the same towne somewhat franticke and distraught of his wits : 
which mad man on a sudden rusht into Tarlton's bed-chamber 
with his sword drawne, and, finding him there in bed, would 
have slaine him, saying, Villaine, were it not valiantly done to 
strike off thy knave's head at one blow ? Tarlton answered. 
Tut, sir, that's nothing with your worship to doe : you can as 
easily strike off two heads at one blow as one ; wherefore, if you 
please. Ile goe downe and call up another, and so you may 
strike off both our heads at once. The madman beleeved him, 
and so let him slip away.“

„Wie Tarlton seinen Kopf davor bewahrte abgeschnitten zu werden
Es begab sich, dass Tarlton einmal auf dem Lande weilte und in einem gemütlichen Gasthaus wohnte. Zeitgleich wohnte in der Stadt auch ein Herr, der seinen Humor nicht mochte und außer sich vor Wut war. Dieser verrückte Mensch stürmte plötzlich Tarltons Bettkammer, sein Schwert gezückt, fand ihn dort im Bett, wollte ihn töten und sprach, Schurke, wäre es nicht tapfer angetan den Kopf des Gauners mit einem Streich abzuschlagen? Tarlton antwortete, Aber, mein Herr, das entspricht nicht Ihrer Verehrung, Sie könnten mit Leichtigkeit zwei Köpfe statt einen abschlagen; Darum bitte sehr. Ich gehe runter und rufe einen anderen hoch und so können Sie unser beider Köpfe auf einmal abschlagen. Der Verrückte glaubte ihm und ließ ihn so entkommen.“

Ein anderer Jest beschreibt, wie er den Lord Mayor of London verklagte.
Auch andere Bücher und verschiedene Balladen schmückten sich mit seinem wohlklingenden Namen.
Es gab Menschen, die andeuteten, die Figur des Yorick in Hamlets Selbstgespräch sei in Gedenken an Tarlton eingefügt worden.
Auch schrieb er mindestens ein vollständiges Theaterstück (den Zweiteiler The Seven Deadly Sins von 1585). Auch wenn es zu jener Zeit recht erfolgreich aufgeführt wurde, ist es verloren gegangen; lediglich der zweite Teil wurde später wiedergefunden. Neben den Balladen und jenem Theaterstück schrieb Tarlton, beginnend in den 1570er Jahren, mehrere Pamphlete. Eines davon lautete „A True report of this earthquake in London“ („Ein wahrer Bericht über das Erdbeben in London“, verfasst 1580); ein weiteres „Tarltons Newes out of Purgatorie“ („Tarltons Neuigkeiten aus dem Fegefeuer“, 1590). Während diese und weitere wohl tatsächlich von ihm stammen, gab es nach seinem Tode eine Reihe weiterer Werke, welche ebenfalls ihm zugeschrieben wurden. Gabriel Harvey beschrieb ihn bereits 1579, was anzeigt, dass Tarlton schon zu dieser Zeit recht bekannt war und später zu Ruhm gelangen sollte. Dieser Ruhm steigerte das Ansehen von Schauspielern, welche in jener Zeit eher als besseres Gesindel galten. Neben seinen künstlerischen Talenten war Tarlton auch ein Fechtmeister.
Nach Bericht eines seiner Söhne verspielte Tarlton das gesamte Vermögen seiner Familie und starb verarmt. Er lebte in Hanwell, und es wird erzählt, er sei auf dem Grundstück des Drayton Manor House begraben, wo er und seine Familie gelebt hatten. Dieses Gebäude bildet heute einen Teil der Drayton Manor High School.
Tarlton verfasste sein Testament am 3. September 1588 und beschrieb sich hier als „Richard Tarlton, one of the Grooms of the Queen’s Majesty’s Chamber“ („Richard Tarlton, einer der Diener ...“). In seinem letzten Willen vertraute er seinen unehelichen Sohn Philip der Obhut seiner Frau und zweier seiner Freunde an: Robert Adams und William Johnson („one also of the Grooms of her Majesty’s Chamber“).

## Nachwirkung
Richard Tarlton hinterließ ein großes (immaterielles) Vermächtnis. Er wird heute oft in universitären Studien erwähnt. Noch einhundert Jahre nach seinem Tod wurden Pubs nach ihm benannt und entsprechende Nasenschilder zeigten ihn.
Der andere große Komiker des 16. Jahrhunderts, William Kempe († 1603), wurde oftmals als Tarltons würdiger Nachfolger betrachtet.